# Bosgraaf
De Bosgraaf is een waterloop in de Nederlandse provincie Limburg. De waterloop is gelegen op de linkeroever van de Lindbeek en loopt van zuid naar noord.
De Bosgraaf heeft haar oorsprong in een bosje vlak ten oosten van kasteel Grasbroek tussen Born en Limbricht en loopt in noordelijke richting door het Limbrichterbos. Ten noorden van dit natuurgebied, bij het natuurgebied "De Rollen", sluit een zijwaterloop aan genaamd de "Vloedgraaf aan de Rollen". De oorspronkelijke loop van de Bosgraaf wordt sinds de jaren 1960 onderbroken door de autofabrieken van het huidige VDL NedCar en wordt nu oostelijk om dit terrein geleid en komt hierdoor al ter hoogte van de "Centrumhof" bij Nieuwstadt samen met de Lindbeek. Voorheen gebeurde dit een stuk noordelijker, nabij kasteel Wolfrath bij Holtum.
Door verdroging van het gebied staat de Bosgraaf een groot deel van de tijd droog.